# 中心多邊形數
中心多邊形數是一種有形數的級數，它由中間的一點開始，以後每層就以固定的邊數包圍在其四周。層的每邊都比上一層多一點，即是說在中心k邊形數，由第二層開始，每層都會比上一層多k點。
這些級數是
- 中心三角形數 1,4,10,19,31,...（OEIS數列A005448）

- 中心正方形數 1,5,13,25,41,...（OEIS數列A001844）

- 中心五邊形數 1,6,16,31,51,...（OEIS數列A005891）

- 中心六邊形數 1,7,19,37,61,...（OEIS數列A003215）

......
- 等等……

每個級數可以由上一個三角形數乘以邊的數目再加1（中心的一點），或用代數的方法表示，第n個中心k邊形數是：
{\displaystyle Ck_{n}=kT_{n-1}+1}
且T是三角形數。
對於任何中心多邊形數，亦和一般多邊形數差不多，第一個必然是1。於是，對於任何k，1既是中心k邊形數，又是k邊形數。下一個同時是中心k邊形數和k邊形數的數可以用公式求出：
{\displaystyle {k^{3}-k^{2}+2} \over 2}
由此得知，10不但是三角形數，而且是中心三角形數；25是正方形數、中心正方形數。
雖然素數不可以是多邊形數（除了第二項多邊形數），但素數在中心多邊形數的數列中很常見。